# Dritter Ort
Der Begriff Dritter Ort, engl. third place oder seltener auch great good place, umschreibt in der Soziologie Orte der Gemeinschaft, die einen Ausgleich zu Familie und Beruf bieten sollen.

## Begriffsverständnis nach Ray Oldenburg
1989 veröffentlichte der US-amerikanische Soziologe Ray Oldenburg das Werk The Great Good Place, in welchem er sein Konzept des Dritten Ortes erstmals umfassend vorstellte. Seiner Auffassung nach dient der Erste Ort dem Familien-, der Zweite Ort dem Arbeitsleben. Der Dritte Ort bietet zu beidem einen Ausgleich und ist ein Treffpunkt für die nachbarschaftliche Gemeinschaft.
Oldenburg zufolge soll ein Dritter Ort acht Charakteristika aufweisen: Erstens befindet er sich auf neutralem Boden, jeder außer den dort arbeitenden Menschen kann daher kommen und gehen, wie es ihm beliebt. Zweitens steht er grundsätzlich allen Bevölkerungsschichten offen und soziale Unterschiede werden abgeschwächt. Drittens ist Konversation erwünscht. Viertens sind Dritte Orte einfach zu erreichen. Fünftens verfügen sie über Stammgäste. Sechstens steht die Optik des Dritten Orts nicht über seiner Funktion, Oldenburg spricht von einem „low profile“. Siebtens herrscht eine spielerische („playful“) Stimmung, allzu ernste Themen werden vor der Tür gelassen. Achtens dient der Dritte Ort als zweite Heimat bzw. Zweitfamilie.

## Kritik
Der Dritte Ort hat in seiner Rezeption schnell Anklang über die Soziologie hinaus gefunden. Allerdings ist er auch Kritik ausgesetzt. So wird beispielsweise von Charles Soukup Oldenburgs Annahme widersprochen, dass Dritte Orte in der Lage seien, Hierarchien aufzuheben. Ebenso fügt Soukup an, dass es sich um ein rein westliches Konzept handle. Guido Zurstiege wiederum kritisiert, Oldenburg lasse außer Acht, dass die von ihm genannten Dritten Orte immer auch dem Konsum dienen und es insofern nur Menschen mit entsprechenden finanziellen Mitteln möglich sei, die Orte dauerhaft und regelmäßig zu besuchen. Oldenburg selbst benennt zudem Dritte Orte, die ausschließlich erwachsenen Männern zugänglich sind.

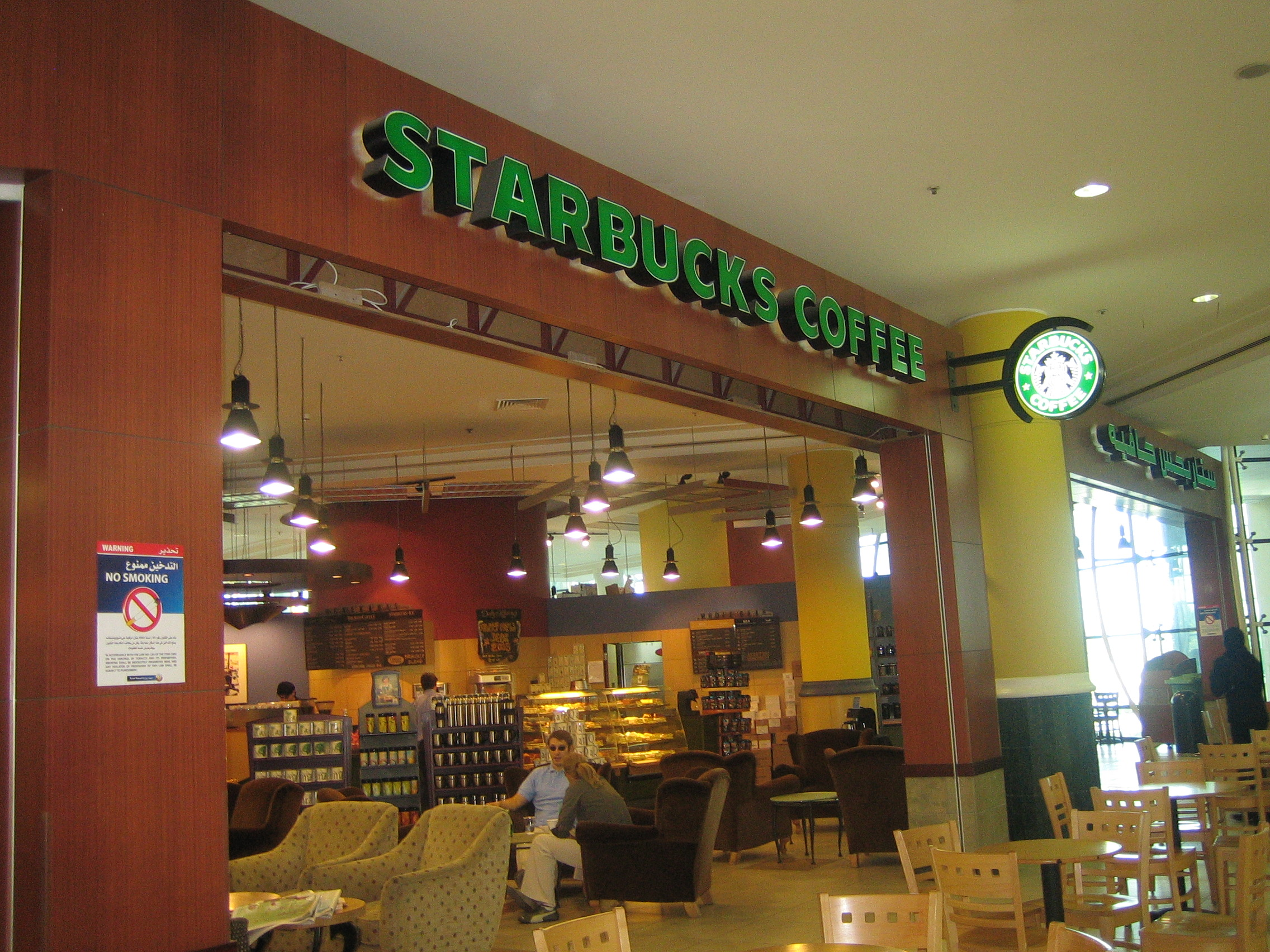
Starbucks in Doha: Es ist umstritten, ob die Kette Dritte Orte bietet.

Ohnehin handele es sich um ein sehr idealisiertes Konzept, dem selbst viele von Oldenburg genannte Dritte Orte bei näherer Betrachtung nicht standhalten könnten. Heute gelte das umso mehr: Neue Arbeitskonzepte und Techniken, die es den Menschen ermöglichen, von jedem Ort aus zu arbeiten, machten die Trennung in drei Orte schwierig. Deutlich werde das insbesondere am Beispiel Starbucks. Oft würden diese Cafés als moderne Dritte Orte bezeichnet, dabei dienten sie vielen Menschen auch als Arbeitsort, also als Second Place, obwohl Starbucks nicht ihr Arbeitgeber sei.
Ein weiterer Kritikpunkt ist, wie von Christian Schröter angeführt, dass Einrichtungen durch die Selbstbezeichnung als Dritter Ort den elitären Anschein erwecken, mehr zu sein als sie eigentlich sind.

## Tatsächliche Dritte Orte
Typische Dritte Orte sind laut Oldenburg beispielsweise deutsche Biergärten, die Wiener Kaffeehäuser oder britische Pubs. Den Begriff verwenden auch Bibliotheken, die nach räumlichen Umbauten über die reine Ausgabe und Rücknahme von Büchern hinaus zu einem Treffpunkt ohne Konsumzwang oder einem Forum für Lesungen oder Vorträge werden. Dagegen gibt es in den USA, bedingt durch den zentralistischen Städtebau und die ausgedehnten Vorstädte, kaum solche Dritten Orte. Die Folge sei laut Oldenburg Stress durch den fehlenden Ausgleich.

## Virtuelle Dritte Orte
Inzwischen wurde das Konzept oft auch auf virtuelle Orte angewandt. Die Ergebnisse sind dabei jedoch unterschiedlich: Constance Steinkuehler sprach dem MMOG Lineage II alle Charakteristika eines Dritten Orts zu, interpretierte diese jedoch eher frei. In ihrer Untersuchung einer virtuellen cantina, also einer Kneipe, im MMOG Star Wars Galaxies geben dagegen Nicolas Ducheneaut, Robert J. Moore und Eric Nickell an, es fehle dieser an Stammgästen, das fünfte Charakteristikum sei also nicht erfüllt.
Jedoch betonen mehrere Autoren, dass virtuelle Treffpunkte durch ihre Inklusivität durchaus Funktionen Dritter Orte erfüllen könnten. So stünden sie allen Nutzern, unabhängig von Alter, Geschlecht oder sozialem Status offen. Sie seien leicht zu erreichen und es herrsche eine spielerische Stimmung. Allerdings machen wiederum Autoren wie Soukup oder Elizabeth Reid darauf aufmerksam, dass virtuelle Dritte Orte technisches Equipment benötigen und insofern längst nicht jedem offenstehen. Zudem können beispielsweise durch Game-Level oder Forenrollen durchaus strenge Hierarchien bestehen. Ebenso spiele die von Oldenburg in den Fokus gesetzte Kommunikation zwischen Nachbarn im virtuellen Raum meistens keine Rolle und Gesprächsthemen blieben auf bestimmte Interessensgebiete fokussiert. Insbesondere Soukup spricht sich daher dafür aus, von Virtual Third Places als einem eigenständigen Konzept zu sprechen.